# (16264) Richlee
(16264) Richlee est un astéroïde de la ceinture principale.

## Description
(16264) Richlee est un astéroïde de la ceinture principale. Il fut découvert le 7 mai 2000 à Socorro (Nouveau-Mexique) par le projet LINEAR. Il présente une orbite caractérisée par un demi-grand axe de 2,65 UA, une excentricité de 0,09 et une inclinaison de 3,2° par rapport à l'écliptique.

## Compléments